# Ivica Horvat (Fußballspieler)
Ivan „Ivica“ Horvat (* 16. Juli 1926 in Sisak; † 27. August 2012 auf Krk, Kroatien) war ein jugoslawischer Fußballspieler und -trainer. Als Spieler und Trainer war er auch für Vereine in der Bundesrepublik Deutschland tätig.

## Vereinskarriere als Spieler
Horvat begann das Fußballspielen 1939 beim ŠK Ferraria Zagreb, wo er bis 1942 spielte. Er spielte von 1945 bis 1957 für Dinamo Zagreb, wo er am 22. Juli 1945 in der 1. Mannschaft debütierte. Insgesamt kam er zu 208 Einsätzen für Dinamo, in denen er 2 Tore schoss. 1957 wechselte er nach Deutschland zu Eintracht Frankfurt, wo er bis zu seinem Karriereende blieb.
Horvat gehörte als für damalige Verhältnisse hünenhafter Stopper zu den Stars und wesentlichen Stützen der Frankfurter Meistermannschaft von 1959, neben dem ungarischen Torschützen István Sztani und Spielmacher Alfred Pfaff. Im Gegensatz zu Sztani und Pfaff konnte Horvat jedoch verletzungsbedingt – er zog sich im dritten Endrundenspiel, am 30. Mai beim 2:1-Heimerfolg gegen den 1. FC Köln, eine schwere Verletzung zu – nicht am Meisterschaftsendspiel gegen Kickers Offenbach teilnehmen. Die Verletzung führte schließlich auch zum Ende seiner Spielerkarriere. Insgesamt kam er zu 56 Einsätzen für die Eintracht in der Fußball-Oberliga Süd.

## Nationalmannschaft
In der jugoslawischen Nationalmannschaft bestritt Horvat von 1946 bis 1959 insgesamt 60 Spiele. Er nahm mit dem Team an den Weltmeisterschaften 1950 und 1954 teil.
Er war auch Spieler der jugoslawischen Mannschaft, die bei den Olympischen Spielen 1952 in Helsinki die Silbermedaille errang. Im Finale unterlagen die Jugoslawen dabei dem aufstrebenden ungarischen Wunderteam der 1950er Jahre.
Im Viertelfinale der WM 1954 unterlag Jugoslawien der deutschen Mannschaft nach einem Eigentor von Horvat mit 0:2 (zweites deutsches Tor von Rahn); dieses in der 10. Minute geschossene Eigentor war das schnellste der WM-Geschichte, bis der Paraguayer Carlos Gamarra bei der WM 2006 im Spiel gegen England schon nach drei Minuten ins eigene Netz traf.

## Karriere als Trainer
Von 1961 bis 1979 arbeitete Horvat als Trainer, zunächst als Co-Trainer bei Eintracht Frankfurt, bis er 1964 als Nachfolger von Paul Oßwald Cheftrainer wurde. Als Frankfurt jedoch in der Liga nicht überzeugen konnte, wurde Horvat 1965 entlassen. Sein Nachfolger wurde Elek Schwartz.
Mit Dinamo Zagreb gewann er 1967 mit Branko Zebec als gleichrangigem Co-Trainer in den Finalspielen gegen Leeds United (2:0, 0:0) den Messepokal, den Vorgänger des UEFA-Pokals. 1970 war Horvat bei PAOK Saloniki.
Ab 1971 war er wieder in der Bundesliga tätig, und zwar beim FC Schalke 04, mit dem er 1972 Pokalsieger und Vizemeister wurde. 1975 wechselte Horvat zu Rot-Weiss Essen, das er bis zum September 1976 trainierte. Anschließend trainierte er in der Saison 1976/77 und 1977/78 den Zweitligisten Westfalia Herne. Zu Beginn der Saison 1978/1979 kehrte Horvat noch einmal zu Schalke zurück, wurde aber nach schlechten Leistungen der Mannschaft und einer 1:3-Niederlage im Derby gegen Bochum bereits im März wieder entlassen. Daraufhin beendete Horvat seine Trainerkarriere.

## Erfolge

### Titel als Spieler
- Jugoslawischer Meister 1948, 1954, 1958
- Jugoslawischer Pokalsieger 1951
- Deutscher Meister 1959
- Silbermedaille Olympische Spiele 1952

### Titel als Trainer
- Messepokal 1967
- Deutscher Pokalsieger 1972